# Almindelig jomfruhår
Almindelig jomfruhår (Polytrichum commune) er et almindeligt mos i Danmark på fugtig bund, især i moser og kær. Det videnskabelige artsnavn commune betyder 'almindelig' på latin.